# 신아리마역
신아리마역(일본어: 新有馬駅, しんありまえき)은 일본 효고현 고베시 기타구에 있는 고베 전철 아리마 선의 역이다.
1975년 6월 15일부터 오랫동안 영업을 정지해왔지만, 2013년 2월 28일에 정식으로 폐지되었다.

## 역사
- 1928년 11월 28일: 미나토가와 역에서 전철 아리마 역(현, 아리마온센 역) 간 개통에 따라 영업 개시.
- 1975년 6월 15일: 영업 정지.
- 2013년 2월 28일: 영업 폐지.

## 역 구조
아리마 온천으로 통하는 가타고시 고개를 지나 터널 앞, 해발 354m에 위치한 단선 승강장 1면 1선의 지상역이다. 승강장은 2량 편성 정도의 길이 밖에 되지 않아 휴지 이후 한동안은 승강장만 존재한 상태에서 역명판만 설치되었지만 1990년경에 역명판은 철거되어 승강장도 펜스로 막게 되었다. 그 후, 승강장의 일부가 무너진 상태에서 방치되었다가 폐지 직후에 승강장도 모두 철거되었다.

## 인접역
| 고베 전철 아리마 선      | 고베 전철 아리마 선 | 고베 전철 아리마 선        |
| ------------------------ | ------------------- | -------------------------- |
| 아리마구치 신카이치 방면 |                     | 아리마온센 아리마온센 방면 |